# Mancomunidad del Raso de Villalpando
La Mancomunidad Intermunicipal del Raso de Villalpando es una asociación tradicional de trece municipios pertenecientes a la Tierra de Campos de la provincia de Zamora, Castilla y León, España.
Aunque su nombre incluye la denominación de mancomunidad, no es considerada como tal, motivo por el que no se encuentra incluida en los registros correspondientes a este tipo de entidades locales y que son gestionados por las distintas administraciones públicas, especialmente el de la Diputación de Zamora.

## Historia
Surge a finales del siglo X o principios del siglo XI por donación de los Reyes leoneses, posiblemente Alfonso V, a Villalpando, por aquella época cabeza del Alfoz, y a las aldeas del mismo.

## Municipios integrados
Los municipios integrados en la El Raso son los de Cañizo, Cerecinos de Campos, Cotanes del Monte, Prado, Quintanilla del Monte, Quintanilla del Olmo, San Martín de Valderaduey, Tapioles, Villalpando, Villamayor de Campos, Villanueva del Campo, Villar de Fallaves y Villárdiga.

## Fines
Actualmente cuenta con reconocimiento legal, existiendo con la finalidad contemplada en sus estatutos, básicamente los de administrar su propio patrimonio y el arreglo de caminos conforme a sus estatutos.
Este consorcio municipal es el titular de la explotación del monte público "Raso de Villalpando", este último declarado por la Junta de Castilla y León de utilidad pública e incluido dentro de los montes de utilidad pública de la provincia de Zamora.
Este monte está situado en la zona noreste de la provincia de Zamora, en la denominada Tierra de Campos, en el término municipal de Villalpando. Tiene una superficie total de 1.654 hectáreas de las cuales 90 pertenecen a enclavados. Pertenece a la Mancomunidad Intermunicipal del Raso de Villalpando, teniendo carácter patrimonial y aprovechamiento comunal, estando consorciado con el número de Elenco 3028. Las bases del Consorcio, entre el Patrimonio Forestal del Estado y la Mancomunidad de Raso de Villalpando fueron aprobadas con fecha 13 de febrero de 1948. Cuenta con servidumbres como una línea eléctrica de alta tensión, el denominado Camino de Villalpando a San Pedro de Latarce y el de Villalpando a Belver de los Montes. El monte no está inscrito en el Registro de la Propiedad.
Desde un punto de vista botánico, este monte está poblado por especies como el pinus pinea y pinus pinaster, aunque también existen rodales de pinus nigra. Se halla presente el quercus rotundifolia y de manera muy aislada crataegus monogyna, cistus ladaniferus y populifolius así como chamaespartium tridentatum.